# Fontaine (Aube)
Fontaine ist eine französische Gemeinde mit 247 Einwohnern (Stand: 1. Januar 2022) im Département Aube in der Region Grand Est (vor 2016 Champagne-Ardenne); sie gehört zum Arrondissement Bar-sur-Aube und zum Kanton Bar-sur-Aube. Die Einwohner werden Fontainois genannt.

## Geographie
Fontaine liegt etwa 50 Kilometer ostsüdöstlich von Troyes am Fluss Aube. Umgeben wird Fontaine von den Nachbargemeinden Bar-sur-Aube im Norden und Nordwesten, Bayel im Osten und Südosten, Baroville im Süden sowie Couvignon im Westen.

## Bevölkerungsentwicklung
| Jahr                       | 1962 | 1968 | 1975 | 1982 | 1990 | 1999 | 2006 | 2011 | 2018 |
| Einwohner                  | 297  | 271  | 290  | 314  | 288  | 255  | 298  | 282  | 255  |
| Quellen: Cassini und INSEE |      |      |      |      |      |      |      |      |      |

## Sehenswürdigkeiten
- Kirche La Nativité-de-Notre-Dame aus dem 14. Jahrhundert